# Rodrigo Aguilar Martínez
Rodrigo Aguilar Martínez (Valle de Santiago, 5 de março de 1952) é um clérigo mexicano e bispo católico romano de San Cristóbal de Las Casas.
Rodrigo Aguilar Martínez foi ordenado sacerdote em 25 de julho de 1975. Estudou pedagogia na Pontifícia Universidade Salesiana e trabalhou de 1979 a 1984 como professor no seminário da Arquidiocese de Morelia. A partir de 1988, Aguilar trabalhou lá como diretor espiritual, inicialmente para os seminaristas recém-inscritos e, a partir de 1992, no departamento de filosofia.
Em 28 de maio de 1997, o Papa João Paulo II o nomeou primeiro bispo da diocese de Matehuala, que foi erigida na mesma data. A consagração episcopal doou-lhe o núncio apostólico no México, arcebispo Justo Mullor García, em 31 de julho do mesmo ano; Os co-consagradores foram o falecido cardeal Alberto Suárez Inda, arcebispo de Morelia, e Arturo Antonio Szymanski Ramírez, arcebispo de San Luis Potosí. De 1997 a 2000 foi membro da Comissão de Seminários e Vocações da Conferência Episcopal Mexicana, após o que foi membro da Comissão de Pastoral Familiar até 2006.
Papa Bento XVI nomeou-o bispo de Tehuacán em 28 de janeiro de 2006. De 2006 a 2009 foi Presidente da Comissão para Famílias, Jovens e Leigos da Conferência Episcopal Mexicana. Aguilar assumiu novamente a gestão desta comissão no mandato de 2015 a 2018.
Em 3 de novembro de 2017, o Papa Francisco o nomeou Bispo de San Cristóbal de Las Casas. A posse ocorreu em 1º de janeiro do ano seguinte.